# Cobitis zanandreai
Cobitis zanandreai é uma espécie de peixe actinopterígeo da família Cobitidae.
Apenas pode ser encontrada na Itália.
Esta espécie está ameaçada por perda de habitat.